# Формула-3 — Чемпіонат 2023
Сезон FIA Формули-3 2023 року — п’ятий сезон чемпіонату FIA Формули-3, що проводився під егідою FIA.  
Сезон складався з 10 етапів (30 гонок) і стартував 4 березня на трасі Сахір у Бахрейні, завершившись 3 вересня на трасі Монца в Італії.  
Чемпіоном став  Ґабріель Бортолето, що виступав за  Trident.  
У командному заліку вчетверте з моменту започаткування серії перемогу здобула  Prema Racing.  